# 11510 Borges
11510 Borges è un asteroide della fascia principale. Scoperto nel 1990, presenta un'orbita caratterizzata da un semiasse maggiore pari a 2,8561434 UA e da un'eccentricità di 0,0724799, inclinata di 15,25780° rispetto all'eclittica.
È dedicato al grande scrittore argentino Jorge Luis Borges.